# Omaggio feudale

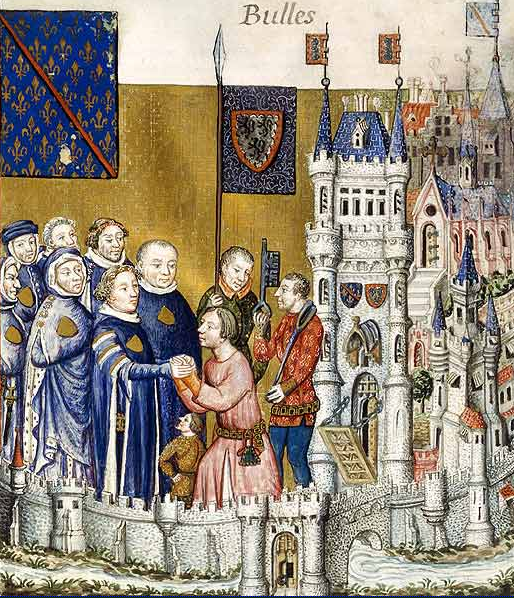
Omaggio del conte Clermont-en-Beauvaisis.

Nell'ambito del complesso sistema di rapporti di signore-vassallo proprio del sistema feudale in corso nell'Europa medievale, l'atto di omaggio (latino: homagium) era un formale atto di sottomissione con il quale un signore feudale riconosceva la superiorità di un altro nobile. L'etimologia testimonia la natura di tale atto: il termine deriva infatti da homo ("uomo") e agere ("condurre") ed indicava una cerimonia durante la quale il nobile si dichiarava uomo fedele del suo signore e pronto a farsi condurre da questo.
Necessario al momento della cerimonia di investitura (con cui era costituito un rapporto di vassallaggio), l'omaggio poteva essere dato e richiesto anche quando non vi era un rapporto diretto di superiorità gerarchica, tra signorie di pari rango o addirittura da un signore di rango inferiore ad uno di rango superiore per indicare una supremazia effettiva, spesso ottenuta con l'azione militare.

## Forma rituale

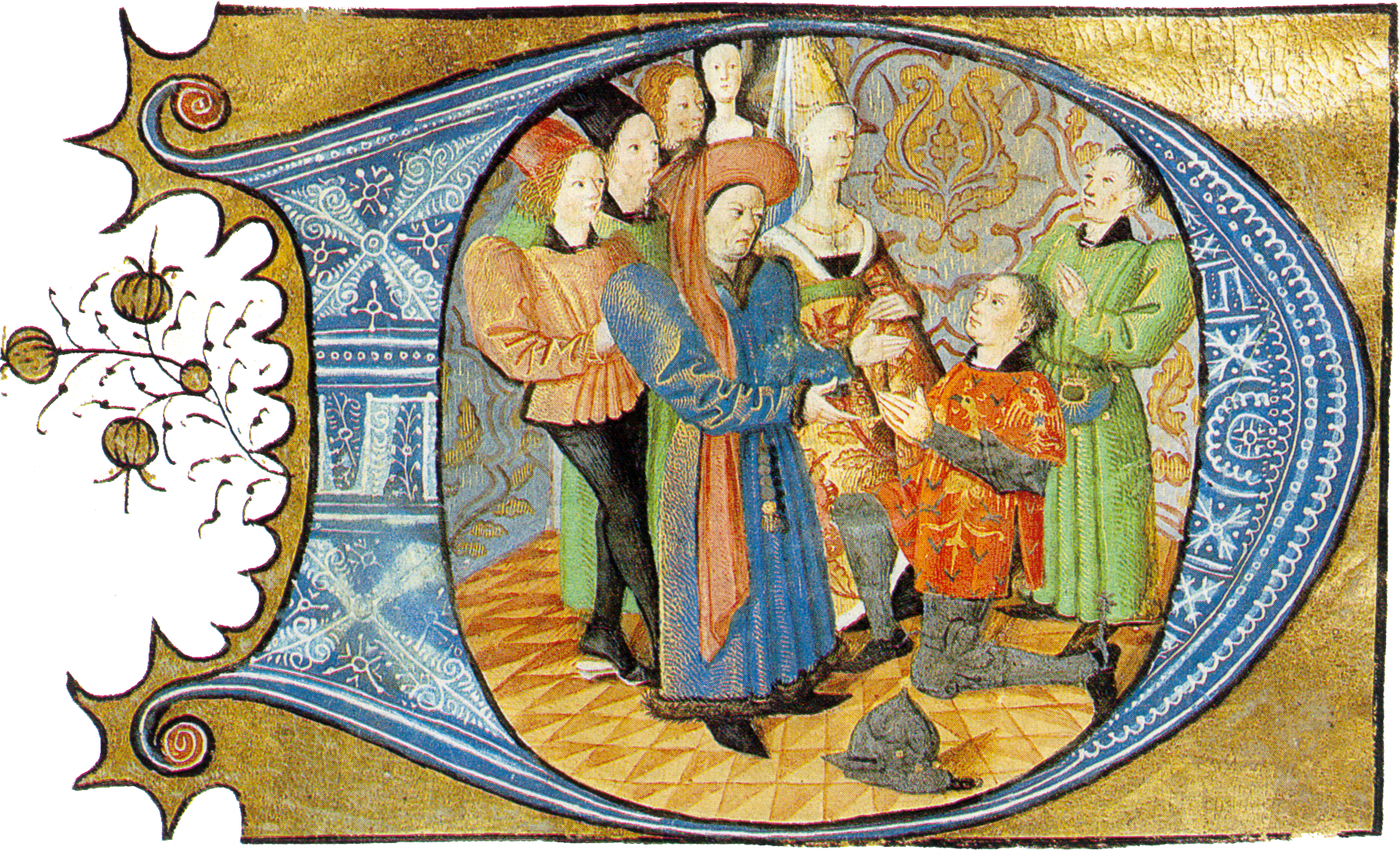
Carlo d'Orléans riceve l'omaggio di un vassallo.

La forma dell'omaggio poteva essere estremamente varia, a seconda della tipologia della natura del rapporto intercorrente tra il Signore e chi gli si sottometteva, variando da forme molto blande e puramente simboliche (come una insignificante offerta di doni o di denaro, tipica di un rapporto paritario, dove la sottomissione era atto solo formale) fino anche a forme umilianti (con la pronuncia di formule di dedizione degradante oppure la consegna di immagini rappresentanti i possedimenti sottomessi, poi ritualmente distrutti dal Signore vittorioso, tipico risultato di un atto di omaggio ottenuto con la forza). L'omaggio poteva poi avvenire in modo occasionale, quando se ne presentavano le condizioni (un incontro, una trattativa, una richiesta d'aiuto o alleanza), oppure ripetersi a scadenze prefissate (specialmente quando chi esercitava la Signoria lo ritenesse necessario per verificare con continuità la disposizione di chi gli era inferiore a riconoscere la propria supremazia).

### Cerimoniale
La cerimonia avveniva secondo le seguenti modalità. Il vassallo si impegnava a combattere per il suo signore, cioè a combattere a cavallo con un armamento completo: spada, scudo, lancia, elmo ed usbergo (una specie di camicia fatta di migliaia di anelli di ferro). L'armatura ed il cavallo costavano molto, perciò solo una persona di alto livello sociale poteva prestare omaggio. Questi rimanendo in piedi (per sottolineare la parità sociale, l'inginocchiamento è invece tipico dell'addobbamento cavalleresco)  metteva le mani giunte (immixtio manuum) in quelle del potente - quasi a consegnargli magicamente la sua forza - e poi pronunciava un giuramento solenne toccando le reliquie o i Vangeli. Successivamente gli dava un bacio (osculum) sulla bocca. Da questo momento diventava "uomo di bocca e di mani" del signore, poiché oltre a combattere per lui non doveva mai tradirlo o insultarlo.
La forma dell'omaggio vassallatico influenzò anche il culto cristiano e il modo di pregare Dio che divenne il signore di cui invocare la protezione. Nei secoli precedenti chi pregava teneva le braccia aperte rivolte verso il cielo, mentre dal periodo feudale incominciò ad assumere la posizione a mani giunte, nel gesto di chi si sottomette affidandosi direttamente al suo superiore.

## Omaggio ligio
L'omaggio ligio o ligio omaggio, istituito dopo la fine dell'XI secolo in Europa in seguito alla formazione delle monarchie post carolingie, era l'atto supremo di sottomissione o comunque un atto di estrema fedeltà con cui il vassallo prometteva al proprio sovrano o al principe parte del territorio del proprio feudo. Questa istituzione era conseguenza della grande frammentazione territoriale in cui i sovrani dei decenni tra la fine dell'XI secolo e la fine del secolo successivo avevano i loro regni; entità politiche da poco tempo costituite.
La stabilità del potere venne attuata rafforzando non solo la legittimazione di stampo germanico, che questi sovrani già avevano, cioè con l'acclamazione del proprio popolo, ma anche di stampo religioso mediante incoronazioni solenni e quindi, infine, con questo omaggio, costretta fedele ubbidienza dei vari feudatari; strategie tutte elaborate per tenere unito e coeso un territorio frammentato e in certi casi molto vasto.